# Tarântula-do-mediterrâneo
A tarântula-do-mediterrâneo (Lycosa hyspanica, antiga Lycosa tarantula) é uma espécie de aranha que, assim como outras espécies correlatas, é adepta do canibalismo.
Possuem veneno inofensivo ao ser-humano, existem excepções que podem causar mal-estar no corpo humano.
A tarântula-ibérica é uma das espécies que originaram a dança da tarentela e a expressão “estar atarantado”, nomes que estão ligados à cidade de Tarento em Itália.
As mães carregam o saco de ovos nas fieiras (as estruturas que produzem seda) no seu abdómen. E quando estas nascem dos ovos, a mãe ajuda-as a emergir do saco de seda e estas sobem para as suas costas, onde as transporta até estarem prontas a ser independentes.
Normalmente vivem em tocas no chão, com um anel de seda que as protege de inundações e outras ameaças.
Se a mãe for atacada ou perturbada, esta pode tomar uma posição defensiva e dar oportunidade às crias para escaparem se for necessário.
Se as crias escaparem mas a ameaça terminar, como as crias deixam um fio de seda que as prende à mãe, esta pode vibrar essa linha para as chamar de volta.